# 2969 Mikula
2969 Mikula је астероид главног астероидног појаса чија средња удаљеност од Сунца износи 2,845 астрономских јединица (АЈ).
Апсолутна магнитуда астероида је 12,6.